# 歴史認識
歴史認識（れきしにんしき）とは、歴史に関する認識、歴史観のこと。狭義では、ある歴史観を持つものが、歴史上のある事象をその歴史観で理解・解釈することであり、広義には歴史そのものに対する認識を指す。

## 歴史認識問題
歴史認識問題とは、ある歴史上の事象についての認識が一致しないことから引き起こされる諸問題のことである。たとえば日本国内などで国民的争点となるだけにとどまらず、しばしば、国家間の争い（文化摩擦や国際問題）の様相を見せる。
一例として挙げられるのは、靖国神社参拝問題・南京事件論争などに見られるような太平洋戦争における日本についての歴史認識や、韓国併合・強制連行論争・慰安婦論争などに見られるような南北朝鮮への日本による統治についての歴史認識である。これらに関する歴史認識の食い違いは、第二次世界大戦（日中戦争）において日本と中国が敵対国であったことや、南北朝鮮を一時期日本が統治していたことなどが要因となっている。そのため、国家間でしばしば食い違った歴史認識を見せるだけでなく、日本国内やそれぞれの国内でも歴史認識の食い違いがしばしば政治的争点となっている。たとえば、日本は、戦勝国によって行われた極東国際軍事裁判で多数の政治家・官僚・軍人が処刑あるいは刑に服し、戦後賠償も当事国間での条約・協約等で国際法上の責務を既に履行したとの立場を取っており、統治した国に対しても談話等の形で謝罪の文言を述べており、日本国民の間でもこれらを正式な謝罪とする見方が少なくない。これに対して、韓国・中国では（村山談話等で表明されている歴史認識では一致することもありながらも）、政府は未だ日本から謝罪を受けていないとの立場をとり、政治的に利用している。そのため、国家間に限定しても、日本と中韓との間には歴史認識の差が露呈することが多い。
日本を肯定的に評価する視点から歴史認識をもつことは韓国では困難状態に置かれている。韓国では日本統治時代の朝鮮を肯定視する老人への殺人が行われたこともあり、その実行犯への擁護論が少なくないものとなっている。さらに、
慰安婦は自発的なものであったとインターネットにコメントを書き込むものは検挙されることとなっている。同様に、竹島は日本のものであると主張するものは未成年であっても検挙されることとなっている。近年では日本の旭日旗は軍国主義の象徴であると定義し法的に禁じる動きがなされている。
2024年には最大野党共に民主党が親日派の政界からの追放を目標に掲げた。また、竹島が韓国領土ではないことを否定することを禁止する法令を出そうとした。なおこれらの法律通る可能性は非常に低いと考えられる。(そもそも憲法違反。それに加え言論の自由を否定することになる。)